# Addax Team
L'Addax Team, anche noto per motivi di sponsorizzazione come Barwa Addax Team, fu una squadra motoristica spagnola che militò nella GP2 Series e nella GP3 Series tra il 2008 e il 2013.

## Storia

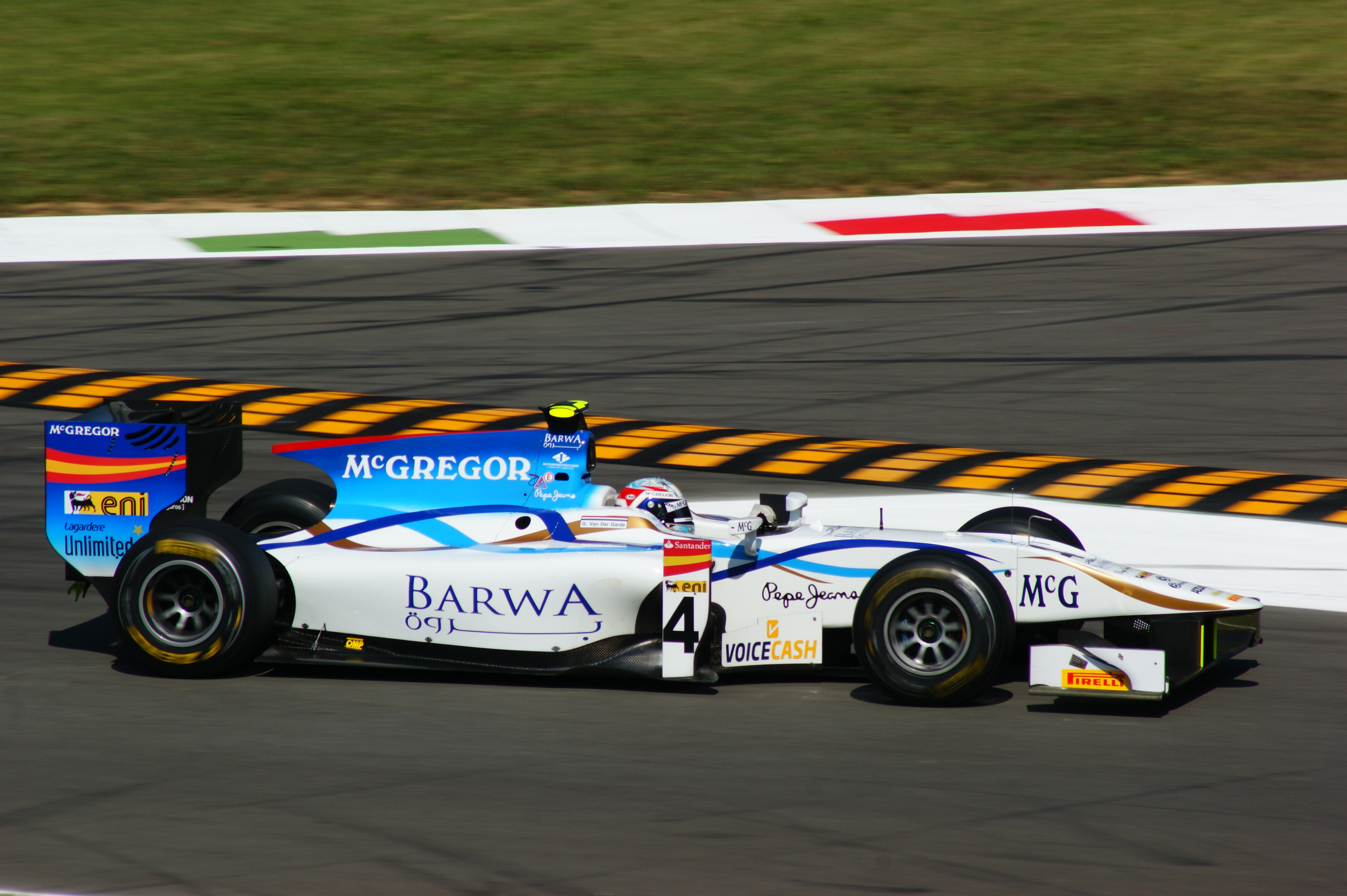
Van der Garde a Monza nel 2011

Il team Addax si formò a ottobre del 2008, quando Alejandro Agag acquisì le quote azionarie di Adrián Campos e il controllo totale del team di GP2 Series Campos Grand Prix, che aveva preso parte al campionato a partire dalla sua stagione inaugurale vincendo il titolo riservato alle scuderie nel 2008. Dopo aver partecipato nel periodo invernale alla GP2 Asia come Barwa International Campos, a febbraio 2009 Agag ribattezzò il team in Addax, una specie di antilope, mantenendo il nome dello sponsor Barwa International.
La Addax ingaggiò per la stagione 2009 della GP2 Romain Grosjean e Vitalij Petrov, già alla Campos. Grosjean conquistò la prima pole position per il team nel week-end di apertura della stagione a Barcellona, dove portò al team anche la prima vittoria nella serie principale, seguito da Petrov. Grosjean vinse poi sul Circuito di Monte Carlo, partendo dalla pole, che ottenne anche a Silverstone. La stagione proseguì con due vittorie in Turchia e a Valencia e due pole position a Monza e a Portimão con Petrov, mentre Grosjean venne chiamato dalla Renault in Formula 1 e venne rimpiazzato da Davide Valsecchi a partire dall'evento di Valencia. A fine stagione Petrov fu secondo dietro a Nico Hülkenberg, mentre Grosjean fu quarto, pur disputando la metà delle gare. Nella relativa graduatoria, il team raggiunse la seconda posizione.
Per la stagione 2009-2010 di GP2 Asia Series vennero impiegati diversi piloti, tra cui Sergio Pérez, che ottenne gli unici punti per la scuderia, che si piazzò al decimo posto. Nella stagione 2010 della serie principale i piloti furono Giedo van der Garde e Pérez; alla fine della stagione Pérez fu secondo in classifica dietro a Pastor Maldonado con cinque vittorie all'attivo, mentre van der Garde fu settimo con un secondo posto come miglior piazzamento. Per quanto riguarda la classifica a squadre, il risultato finale fu nuovamente il secondo posto, a quattro punti di distanza dalla Rapax.
Nel 2011 corse prima in GP2 Asia con Charles Pic e van der Garde; l'olandese fu terzo a fine campionato con 16 punti e con un secondo posto come miglior piazzamento, Pic, invece, non conquistò punti: la squadra si piazzò così terza nella classifica dedicata. Nella serie principale furono confermati alla guida Pic e van der Garde, con Pic che arrivò quarto in classifica finale con 52 punti e due successi e van der Garde che arrivò quinto con 49 punti; questi risultati consentirono la vittoria del titolo riservato alle scuderie con 12 punti di vantaggio sulla DAMS.
Nel 2012 i piloti della scuderia furono Johnny Cecotto Jr. e Josef Král, quest'ultimo sostituito in alcune gare da Dani Clos e Jake Rosenzweig; a fine stagione la squadra si piazzò all'ottavo posto con tre vittorie all'attivo, due da parte di Cecotto e una da parte di Král.
Al termine della stagione 2013, affrontata con i piloti Rio Haryanto e Rosenzweig e conclusasi con il dodicesimo posto nella classifica a squadre, il team fu rilevato nuovamente da Campos.

## Risultati

### GP2 Series
| Stagione | Vettura            | Piloti              | Gare   | Vittorie | Pole | GPV | Punti  | C.P. | C.S. |
| -------- | ------------------ | ------------------- | ------ | -------- | ---- | --- | ------ | ---- | ---- |
| 2009     | Dallara-Mecachrome | Vitalij Petrov      | 20     | 2        | 2    | 2   | 75     | 2º   | 2º   |
| 2009     | Dallara-Mecachrome | Romain Grosjean     | 12     | 2        | 3    | 2   | 45     | 4º   | 2º   |
| 2009     | Dallara-Mecachrome | Davide Valsecchi    | 8 (20) | 0        | 0    | 0   | 2 (12) | 17º  | 2º   |
| 2010     | Dallara-Mecachrome | Giedo van der Garde | 20     | 0        | 0    | 0   | 39     | 7º   | 2º   |
| 2010     | Dallara-Mecachrome | Sergio Pérez        | 20     | 5        | 1    | 5   | 71     | 2º   | 2º   |
| 2011     | Dallara-Mecachrome | Charles Pic         | 18     | 2        | 3    | 0   | 52     | 4º   | 1º   |
| 2011     | Dallara-Mecachrome | Giedo van der Garde | 18     | 0        | 1    | 1   | 49     | 5º   | 1º   |
| 2012     | Dallara-Mecachrome | Johnny Cecotto Jr.  | 24     | 2        | 1    | 1   | 104    | 9º   | 8º   |
| 2012     | Dallara-Mecachrome | Josef Král          | 16     | 1        | 0    | 0   | 27     | 17º  | 8º   |
| 2012     | Dallara-Mecachrome | Dani Clos           | 4      | 0        | 0    | 0   | 0      | 28º  | 8º   |
| 2012     | Dallara-Mecachrome | Jake Rosenzweig     | 4      | 0        | 0    | 0   | 0      | 32º  | 8º   |
| 2013     | Dallara-Mecachrome | Jake Rosenzweig     | 22     | 0        | 0    | 0   | 0      | 28º  | 12º  |
| 2013     | Dallara-Mecachrome | Rio Haryanto        | 22     | 0        | 0    | 0   | 22     | 19º  | 12º  |

### GP2 Asia Series
| Stagione  | Vettura            | Piloti              | Gare  | Vittorie | Pole | GPV | Punti | C.P. | C.S. |
| --------- | ------------------ | ------------------- | ----- | -------- | ---- | --- | ----- | ---- | ---- |
| 2008-2009 | Dallara-Mecachrome | Vitalij Petrov      | 11    | 1        | 0    | 0   | 28    | 5º   | 3º   |
| 2008-2009 | Dallara-Mecachrome | Sergio Pérez        | 11    | 2        | 1    | 1   | 26    | 7º   | 3º   |
| 2009-2010 | Dallara-Mecachrome | Max Chilton         | 6 (8) | 0        | 0    | 0   | 0 (2) | 18º  | 10º  |
| 2009-2010 | Dallara-Mecachrome | Giedo van der Garde | 2     | 0        | 0    | 0   | 0     | 34º  | 10º  |
| 2009-2010 | Dallara-Mecachrome | Luiz Razia          | 2 (4) | 0        | 0    | 0   | 0     | 26º  | 10º  |
| 2009-2010 | Dallara-Mecachrome | Sergio Pérez        | 4     | 0        | 0    | 0   | 5     | 15º  | 10º  |
| 2009-2010 | Dallara-Mecachrome | Rodolfo González    | 2 (4) | 0        | 0    | 0   | 0     | 29º  | 10º  |
| 2011      | Dallara-Mecachrome | Charles Pic         | 4     | 0        | 0    | 0   | 0     | 18º  | 3º   |
| 2011      | Dallara-Mecachrome | Giedo van der Garde | 4     | 0        | 0    | 0   | 16    | 3º   | 3º   |

### GP3 Series
| Stagione | Vettura         | Piloti              | Gare    | Vittorie | Pole  | GPV | Punti  | C.P. | C.S. |
| -------- | --------------- | ------------------- | ------- | -------- | ----- | --- | ------ | ---- | ---- |
| 2010     | Dallara-Renault | Felipe Guimarães    | 16      | 0        | 0     | 0   | 9      | 16º  | 8º   |
| 2010     | Dallara-Renault | Pablo Sánchez López | 16      | 0        | 0     | 0   | 0      | 30º  | 8º   |
| 2010     | Dallara-Renault | Mirko Bortolotti    | 16      | 0        | 0     | 0   | 16     | 11º  | 8º   |
| 2011     | Dallara-Renault | Dominic Storey      | 4       | 0        | 0     | 0   | 0      | 37º  | 8º   |
| 2011     | Dallara-Renault | Tom Dillmann        | 12 (14) | 0        | 0 (1) | 0   | 7 (15) | 14°  | 8º   |
| 2011     | Dallara-Renault | Gabriel Chaves      | 16      | 0        | 0     | 0   | 8      | 19º  | 8º   |
| 2011     | Dallara-Renault | Dean Smith          | 14      | 0        | 0     | 1   | 18     | 12º  | 8º   |
| 2011     | Dallara-Renault | Vittorio Ghirelli   | 2 (14)  | 0        | 0     | 0   | 0      | 25º  | 8º   |